# Ryan Reynolds
Ryan Rodney Reynolds (* 23. října 1976 Vancouver, Britská Kolumbie, Kanada) je kanadsko-americký herec nejvíce proslulý díky svým komediálním rolím ve filmech Hele kámo, kdo tu vaří?, Určitě, možná, Miluji tě k sežrání, Návrh nebo díky roli Deadpoola ve filmech X-Men Origins: Wolverine a Deadpool.

## Životopis
Narodil se Jamesovi, bývalému policistovi a pak obchodníkovi, a Tammy, prodavačce, Reynoldsovým jako nejmladší ze čtyř bratrů. Dva jeho bratři jsou policisté. Má irské předky. Školu studoval ve Vancouveru stejně jako vysokou, tu ale nedokončil.

## Filmografie
Svou hereckou kariéru zahájil v roce 1990 v kanadské mýdlové opeře Hillside. Jako dospělý účinkoval ve filmu společnosti National Lampoon Sexy párty v roli Vana Wildera a v televizním seriálu Two Guys, a Girl and a Pizza Place jako student medicíny Michael "Berg" Bergen. V roce 2005 hrál číšníka Montyho ve filmu Hele kámo, kdo tu vaří? a hudebního producenta Chrise Brandera v romantické komedii Miluji tě k sežrání s Amy Smart a Annou Faris. V roce 2009 ztvárnil Andrewa Paxtona v úspěšné romantické komedii Návrh se Sandrou Bullock.
Ačkoli hraje většinou komediální role, v roce 2005 hrál zápornou postavu George Lutze v hororovém remaku 3:15 zemřeš. Kvůli roli Hannibala Kinga ve filmu Blade: Trinity s Wesleyem Snipesem a Jessicou Biel podstoupil intenzivní fyzický trénink. Vedle Raye Liotty si v kriminálním akčním snímku Sejmi eso zahrál agenta FBI.
Komiksového hrdinu Deadpoola ztvárnil ve spin-off série X-Men jménem X-Men Origins: Wolverine. Další komiksovou postavu, Hala Jordana, si zahrál ve filmu Green Lantern uvedeném v roce 2011. V roce 2016 byl uveden další snímek ze série X-Men, kde se Reynolds vrátil do role Deadpoola ve stejnojmenném spin-off filmu Deadpool. Menší roli si zahrál ve thrillerovém snímku Criminal: V hlavě zločince. Dne 15. prosince 2016 získal hvězdu na chodníku slávy na Hollywood Boulevard. S Jakem Gyllenhaalem a Rebeccou Fergusonovou si zahrál v roce 2017 ve snímku Život. Premiéra snímku Deadpool 2 je stanovena na 1. června 2018.

## Osobní život
V roce 2002 začal chodit s kanadskou zpěvačkou Alanis Morissette a později se i zasnoubili, ale v roce 2007 oznámili rozchod. Krátce poté začal chodit s herečkou Scarlett Johansson, v květnu 2008 oznámili zasnoubení a již v září se vzali. V prosinci 2010 nejdříve oznámili odloučení a pak po vzájemné dohodě požádali o rozvod. Rozvedeni byli k 1. červenci 2011.
Svoji druhou ženu, Blake Lively, poznal na natáčení filmu Green Lantern. V červnu 2012 si spolu pořídili dům v Bedfordu ve státě New York a 9. září 2012 se v Severní Karolíně vzali. Mají tři dcery, James (narozena v roce 2014), Ines (narozena v roce 2016) a třetí dceru Betty (narozená v roce 2019). V únoru 2023 se jim narodilo čtvrté dítě.

## Filmografie

### Film
| Rok           | Název                                           | Role                                       | Poznámky                          |
| ------------- | ----------------------------------------------- | ------------------------------------------ | --------------------------------- |
| 1993          | Ordinary Magic                                  | Ganesh / Jeffrey                           |                                   |
| 1999          | Brzy to přijde                                  | Henry Lipschitz                            |                                   |
| 1999          | Čmuchalky                                       | Chip                                       |                                   |
| 2000          | Big Monster on Campus                           | Karl O'Reilly                              |                                   |
| 2001          | Finder's Fee                                    | Quigley                                    |                                   |
| 2002          | Sexy párty                                      | Van Wilder                                 |                                   |
| 2002          | Supersvůdníci 2                                 | Mike Hanson                                |                                   |
| 2003          | Dokud nás smrt nerozdělí                        | Mark Tobias                                |                                   |
| 2003          | Neprůstřelný plán                               | Kevin                                      |                                   |
| 2004          | Zahulíme, uvidíme                               | mužská zdravotní sestra                    |                                   |
| 2004          | Blade: Trinity                                  | Hannibal King                              |                                   |
| 2005          | Škola života                                    | Mr. D                                      |                                   |
| 2005          | 3:15 zemřeš                                     | George Lutz                                |                                   |
| 2005          | Hele kámo, kdo tu vaří?                         | Monty                                      |                                   |
| 2005          | Miluji tě k sežrání                             | Chris Brander                              |                                   |
| 2006          | Sejmi eso                                       | Richard Messner                            |                                   |
| 2007          | Devítky                                         | Gary / Gavin / Gabriel                     |                                   |
| 2008          | Teorie chaosu                                   | Frank Allen                                |                                   |
| 2008          | Určitě, možná                                   | Will Hayes                                 |                                   |
| 2008          | Světlušky v zahradě                             | Michael Waechter                           |                                   |
| 2009          | Zábavný park                                    | Mike Connell                               |                                   |
| 2009          | X-Men Origins: Wolverine                        | Wade Wilson / Deadpool                     |                                   |
| 2009          | Návrh                                           | Andrew Paxton                              |                                   |
| 2009          | Papírový hrdina                                 | kapitán Úžasný                             |                                   |
| 2010          | Pohřben zaživa                                  | Paul Conroy                                |                                   |
| 2011          | Green Lantern                                   | Hal Jordan / Green Lantern                 |                                   |
| 2011          | V cizí kůži                                     | Mitch Planko                               |                                   |
| 2012          | Nepřítel pod ochranou                           | Matt Weston                                |                                   |
| 2012          | Méďa                                            | Jared                                      | neuveden v titulkách              |
| 2013          | Croodsovi                                       | Guy (hlas)                                 |                                   |
| 2013          | Turbo                                           | Turbo (hlas)                               |                                   |
| 2013          | R.I.P.D. – URNA: Útvar Rozhodně Neživých Agentů | Nick Walker                                |                                   |
| 2014          | Všechny cesty vedou do hrobu                    | kovboj                                     | cameo                             |
| 2014          | The Captive                                     | Matthew Lane                               |                                   |
| 2014          | Hlasy                                           | Jerry Hickfang                             |                                   |
| 2015          | Nesmrtelný                                      | Mark Bitwell / Edward Kidner / Damian Hale |                                   |
| 2015          | Hazardní hráči                                  | Curtis                                     |                                   |
| 2015          | Dáma ve zlatém                                  | E. Randol Schoenberg                       |                                   |
| 2016          | Criminal: V hlavě zločince                      | Bill Pope                                  |                                   |
| 2016          | Deadpool                                        | Wade Wilson                                | také producent                    |
| 2017          | Deadpool: No Good Deed                          | Wade Wilson                                | krátkometrážní film               |
| 2017          | Život                                           | Rory Adams                                 |                                   |
| 2017          | Zabiják a bodyguard                             | Michael Bruce                              |                                   |
| 2018          | Deadpool 2                                      | Wade Wilson                                | také producent a scenárista       |
| 2019          | 6 underground: Tajné operace                    | One                                        |                                   |
| 2019          | Pokémon: Detektiv Pikachu                       | detektiv Pikachu (hlas) / Harry Goodman    |                                   |
| 2019          | Rychle a zběsile: Hobbs a Shaw                  | Locke / režisér Eteonu (hlas)              | kreditován jako Champ Nightengale |
| 2020          | Croodsovi: Nový věk                             | Guy (hlas)                                 |                                   |
| 2021          | Free Guy                                        | Chlápek                                    | také producent                    |
| 2021          | The Hitman's Wife's Bodyguard                   | Michael Bryce                              |                                   |
| 2021          | Red Notice                                      | Nolan Booth                                |                                   |
| 2022          | Projekt Adam                                    | Adam Reed                                  | také producent                    |
| 2022          | Spirited                                        | Clint Briggs                               |                                   |
| 2023          | Ghosted                                         | Jonas                                      |                                   |
| 2024          | Deadpool & Wolverine                            | Wade Wilson                                | také producent a scenárista       |
| 2024          | Imaginární přátelé                              | Cal (hlas)                                 |                                   |
| bude oznámeno | Truth in Advertising                            | Fin Dolan                                  |                                   |
| bude oznámeno | Everday Parenting Tips                          |                                            |                                   |
| bude oznámeno | Clue                                            |                                            |                                   |

### Televize
| Rok              | Název                              | Role                       | Poznámky                               |
| ---------------- | ---------------------------------- | -------------------------- | -------------------------------------- |
| 1990             | Hillside                           | Billy Simpson              | hlavní role, 65 dílů                   |
| 1993–1994        | The Odyssey                        | Macro / Lee                | vedlejší role, 13 dílů                 |
| 1994             | My name is Kate                    | Kevin Bannister            | TV film                                |
| 1995             | Marshal                            | Rick                       | díl: „The Heartbreak Kid“              |
| 1995             | Lonesome Dove: The Outlaw Years    | Griffin                    | díl: „Redemption“                      |
| 1995–1998        | Krajní meze                        | Paul Nodel / Derek Tillman | 3 díly                                 |
| 1996             | Akta X                             | Jay 'Boom' DeBoom          | díl: „Syzygy“                          |
| 1996             | Když přátelství zabíjí             | Ben Colson                 | TV film                                |
| 1996             | Sabrina                            | Seth                       | TV film                                |
| 1996             | Chladnokrevně                      | Bobby Rupp                 | TV film                                |
| 1996             | The John Larroquette Show          | Tony Hemingway             | díl: „Napping to Success“              |
| 1998             | Tourist Trap                       | Wade Early                 | TV film                                |
| 1998–2001        | Two Guys, a Girl and a Pizza Place | Berg                       | hlavní role, 81 dílů                   |
| 2003             | Scrubs: Doktůrci                   | Spence                     | díl: „My Dream Job“                    |
| 2004–2005        | Zeroman                            | Ty Cheese (hlas)           | 14 dílů                                |
| 2007             | My Boys                            | Hams                       | díl: „Douchebag in the City“           |
| 2009, 2017, 2019 | Saturday Night Live                | Sám sebe                   | 3 díly                                 |
| 2011–2012, 2017  | Griffinovi                         | Různé postavy (hlas)       | 3 díly                                 |
| 2012             | Top Gear                           | Sám sebe                   | díl: „Star in a Reasonably-Priced Car“ |
| 2020             | Jeopardy! The Greatest of All Time | Sám sebe                   | 1 díl                                  |
| 2020             | Don't                              | Komentátor                 | také výkonný producent                 |

### Videohry
| Rok  | Název                                 | Role                       | Poznámky |
| ---- | ------------------------------------- | -------------------------- | -------- |
| 2011 | Green Lantern: Rise of the Manhunters | Hal Jordan / Green Lantern |          |
| 2018 | Marvel Strike Force                   | Wade Wilson / Deadpool     |          |

### Hudební videa
| Rok  | Název                    | Umělec            | Poznámky |
| ---- | ------------------------ | ----------------- | -------- |
| 2009 | „Threw It on the Ground“ | The Lonely Island |          |
| 2018 | „Ashes“                  | Céline Dion       |          |
| 2019 | „You Need to Calm Down“  | Taylor Swift      |          |